# Війська територіальної оборони (Польща)
Війська територіальної оборони (пол. Wojska Obrony Terytorialnej – WOT) — один з п'яти видів збройних сил Польщі, формування якого розпочалось 2015 року, як їх резервного компоненту. Плани передбачають формування резервів, які будуть гранично налічувати до 50000 осіб частково зайнятих добровольців. Формується на основі досвіду формувань Військ територіальної оборони України[джерело?].

## Історія

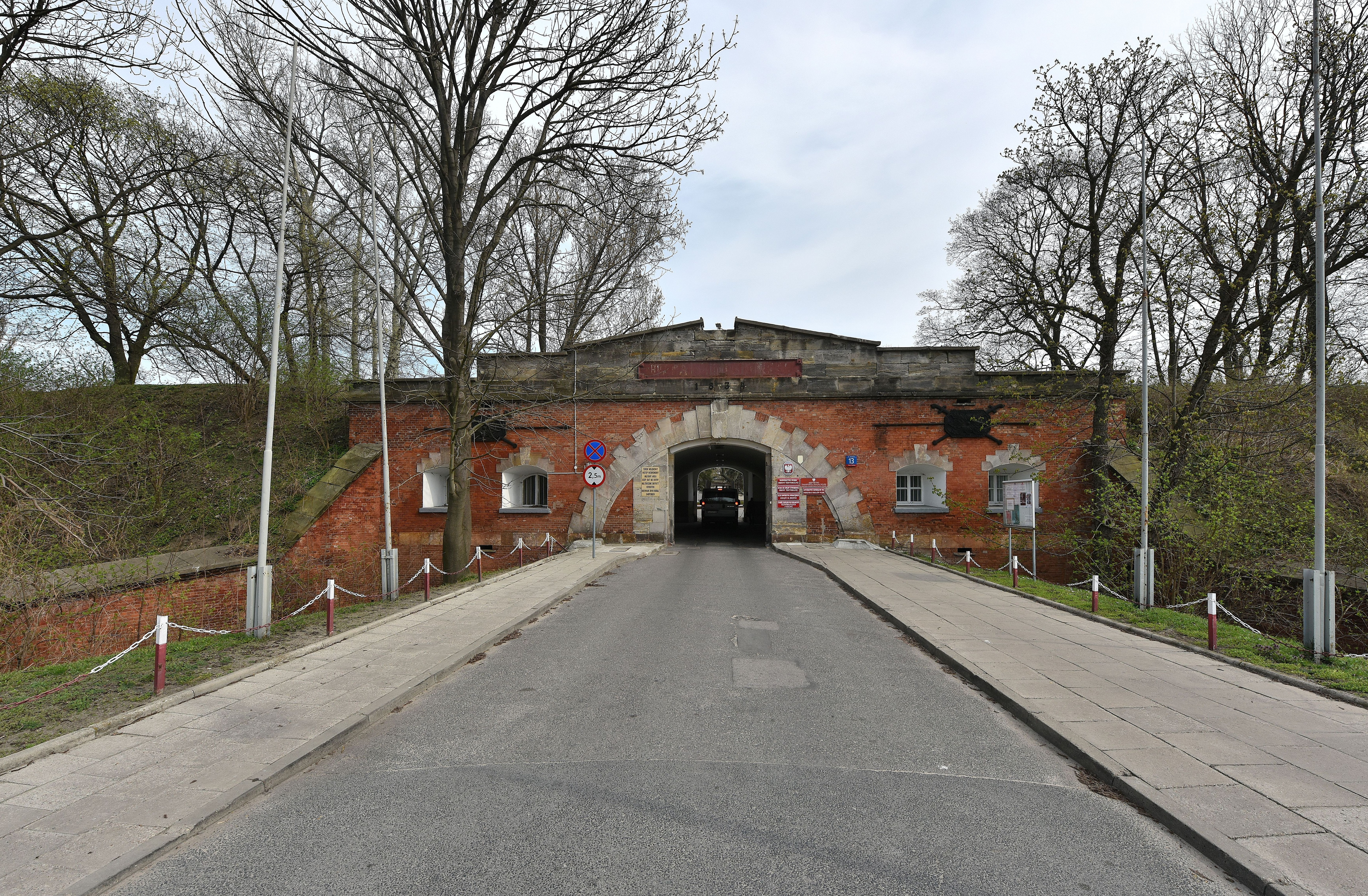
Будівля командування військ територіальної оборони на вул. Димінській 13 в Варшавській цитаделі

Схожа організація, з такою ж назвою, існувала в країні від 1959 року, але була розформована 2008 року в рамках програми модернізації. Намір відтворення військ територіальної оборони було вперше озвучено 2015 року у відповідь на війну на Донбасі та побоювання, що в поточному стані польські військові будуть погано підготовлені до протистояння з супротивником у аналогічних умовах конфлікту низької інтенсивності. За словами урядовців, громадське сприйняття ідеї було позитивним й 11.000 людей виявили інтерес у приєднанні до сил протягом перших кількох місяців після попереднього оголошення.
Початок створення сучасної системи територіальної оборони у Польщі припадає на 30 грудня 2015 року з призначенням Гжегожа Квасняка повноважним зі створення територіальної оборони Міністром національної оборони Антонієм Мацеревичем. Наступним кроком стало підписання міністром національної оборони Концепції створення Територіальної оборони, яке відбулося 25 квітня 2016 року в Загальноосвітньому ліцеї імені Вальдемара Мілевікса в Варшаві. ВТО розпочали свою діяльність 1 січня 2017 року на підставі закону від 16 листопада 2016 року «Про внесення змін до закону про загальний військовий обов'язок та деякі інші закони», який був підписаний Президентом Республіки Польща Анджеєм Дудою 20 грудня 2016 року..
Від 29 березня 2017 року Війська територіальної оборони набули спроможностей і розпочали офіційну діяльність, прийнявши під команду три перші бригади ВТО, розташовані у Білостоці, Любліні й Ряшеві.

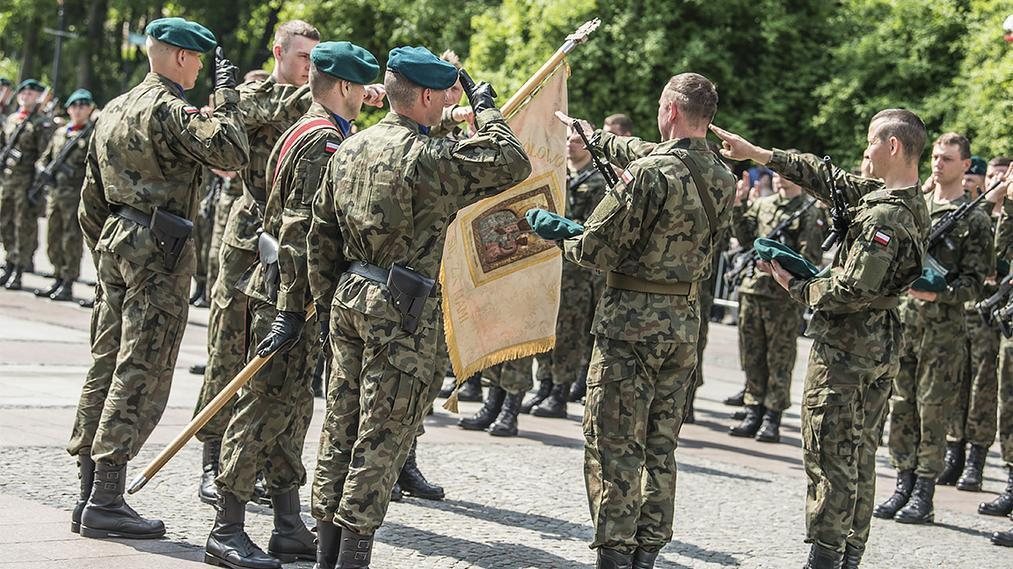
Жовніри ВТО під час військової присяги в Білостоку

21 травня 2017 р. в Білостоку, Любліні та Ряшеві відбулися перші в новітній історії ВТО складання військової присяги.
На підставі наказу № 140/MON Міністра національної оборони від 28 червня 2017 року Командування військ територіальної оборони прийняло й культивує традиції Головної команди Армії Крайової (1942-1945).
На створення військ територіальної оборони в 2017 році було виділено понад 1 млрд злотих (близько 320 млн. дол). На кінець 2017 року чисельність особового складу сягнула понад 7600 осіб.
В січні-лютому 2018 року розпочато 3-й етап формування бригад.
Відповідно до постанови Міністра національної оборони від 14 серпня 2018 р. № 102 / МО, День військ територіальної оборони було встановлено на 27 вересня.
В 2019 році для забезпечення високого та уніфікованого стандарту підготовки всіх солдатів польських військ територіальної оборони (ТрО) у Польщі створюються мобільні навчальні команди.
Кожна мобільна навчальна команда – підрозділ з кількох людей, який навчає інструкторів – професійних солдатів і добровольців. У свою чергу, інструктори передають знання і навички солдатам частин територіальної оборони.
Мобільні навчальні команди складаються з колишніх військовослужбовців підрозділів спеціального призначення, серед яких: оператори, парамедики, зв'язківці та снайпери. Всі вони володіють знаннями і навичками, отриманими на польських і іноземних курсах, а також мають бойовий досвід у закордонних миротворчих місіях.
Найближчим часом кілька мобільних навчальних команд будуть розгорнуті в центрі, на півночі і півдні Польщі, щоб рівномірно охопити територію всієї країни і бути доступними для командирів бригад ТрО. Передбачається спеціалізація окремих команд для «зеленої» і «чорної» тактики*, рятувальних операцій, а також захисту критичної інфраструктури.

## Завдання
- проведення оборонних заходів у взаємодії з операційними військами та посилення не військових структур;
- проведення незалежних нетрадиційних операцій, протидиверсійних i протидесантних заходів;
- участь у забезпеченні прийняття й розгортання союзницьких сил для посилення вказаних районів;
- реалізація заходів зі сфери: антикризового реагування, боротьба зі стихійними лихами й ліквідація їх наслідків, охорона майна, пошуково-рятувальні операції;
- проведення інформаційних заходів[16].

## Структура

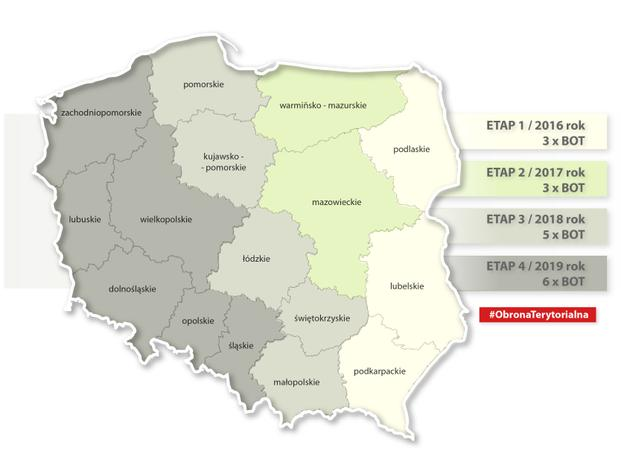
Графік формування військ територіальної оборони

- Командування військ територіальної оборони (Варшава)
- 1 Підляська бригада територіальної оборони імені полковника Владислава Лініарського пс. «Мстислав», Білосток (JW 4857)
- 2 Люблінська бригада територіальної оборони імені майора Ієроніма Декутовського пс. «Запора», Люблін
- 3 Підкарпатська бригада територіальної оборони імені полковника Лукаша Чеплинського пс. «Плуг», Ряшів (JW 4860)
- 4 Вармінсько-Мазурська бригада територіальної оборони імені капітана Граціяна Клаудіуша Фрога пс. «Сребрець», Ольштин
- 5 Мазовецька бригада територіальної оборони імені старшого сержанта Мечислава Дземішкевича пс. «Рой», Цеханув
- 6 Мазовецька бригада територіальної оборони імені ротмістра Вітольда Пілецького, Радом
- 7 Поморська бригада територіальної оборони, Гданськ
- 8 Куявська бригада територіальної оборони, Бидгощ
- 9 Лодзька бригада територіальної оборони, Лодзь
- 10 Свентокшиська бригада територіальної оборони, Кельці
- 11 Малопольська бригада територіальної оборони, Краків
- 12 Великопольська бригада територіальної оборони, Познань
- 13 Сілезька бригада територіальної оборони, Катовиці
- бригада територіальної оборони, Ополе (за планом на 2019 рік)
- 14 Західнопоморська бригада територіальної оборони, Щецин
- 16 Нижньосилезька бригада територіальної оборони, Вроцлав (за планом на 2019 рік)
- бригада територіальної оборони, Зелена Гура (за планом на 2019 рік)
- 18 Столична бригада територіальної оборони, Варшава
- 19 Надбужанська бригада територіальної оборони, Холм
- 20 Перемишльська бригада територіальної оборони, Перемишль
- Навчальний центр територіальної оборони, Седльце (за планом на 2018 рік)[12]

Таким чином, протягом трьох років у кожному з повітів Польщі з’явиться одна сотня (рота, майже 100 осіб), яка становить найнижчий рівень організаційної системи територіальної оборони. Усього планується сформувати 364 сотні (роти), об’єднаних у 86 куренів (батальйонів, по 4-5 сотень), підпорядкованих воєводським бригадам (по 3-4 куреня).
Згідно з планами Міністерства національної оборони до 2019 року в Польщі повинно бути створено 17 бригад, по одній у кожному з 16 воєводств і дві в мазовецькому воєводстві.

## Оснащення
У грудні 2017 року на озброєння Військ територіальної оборони Польщі надійшла перша партія з 2 тис. гвинтівок GROT. До 2021 року планується передати 53 тис. одиниць.
У вересні 2019 року було підписано контракт на закупівлю 60 пускових установок та 180 ракет до ПТРК Javelin.
У березні 2020 року Держдеп США погодив продаж Польщі 79 пускових установок та 180 протитанкових керованих ракет Javelin та пов'язаного з ними обладнання, орієнтовною вартістю 100 мільйонів доларів.

## Командування
- дивізійний генерал[21] Веслав Кукула[pl] (з 1 січня 2017 року)[3]